# بطولة العالم للدراجات على المضمار 1962
بطولة العالم للدراجات على المضمار 1962 هي الدورة ال59 من بطولة العالم للدراجات على المضمار، أجريت في ميلانو، إيطاليا.

## النتائج النهائية
| المسابقة                              | ذهبية                  | فضية                    | برونزية                   |
| ------------------------------------- | ---------------------- | ----------------------- | ------------------------- |
| الرجال                                |                        |                         |                           |
| السرعة الفردية                        | أنطونيو ماسبيس (ITA)   | سانتي جاياردوني (ITA)   | أوسكار بلاتنر (SUI)       |
| سباق المطاردة الفردية                 | هينك نيجدام (هولندا)   | لياندرو فاجين (إيطاليا) | بيتر بوست (دراج) (هولندا) |
| سباق مطاردة الدراجة النارية للهواة    | رومان دي لوف (BEL)     | Hans Lauppi (SUI)       | Christian Giscos (FRA)    |
| سباق مطاردة الدراجة النارية للمحترفين | غييرمو تيمونير (ESP)   | Paul Depaepe (BEL)      | Leo Wickihalder (SUI)     |
| السيدات                               |                        |                         |                           |
| السرعة الفردية                        | Valentina Savina (URS) | ايرينا كيريتشينكو (URS) | جان دان (GBR)             |
| سباق المطاردة الفردية                 | بريل بيرتون (GBR)      | إيفون رايندرز (BEL)     | Lidiya Tichomirova (URS)  |